# Liste von Hallenfußball-Turnieren
Diese Liste von Hallenfußball-Turnieren wurde aus dem Artikel über Hallenfußball ausgelagert.

## Überregionale Hallenturniere und Sieger ab 2002 in Deutschland
Auswahlkriterium: Mindestens zwei Vereine aus der ersten oder zweiten Liga und mindestens 5 Wertungspunkte gemäß der „alten“ DFB-Wertungstabelle (erster der Bundesliga nach dem letzten Spieltag vor der Winterpause = 36 Punkte, absteigend bis zum letzten der zweiten Liga mit einem Punkt; deutsche Mannschaften darunter 1 Punkt, ausländische Vereine 20 Punkte; Gesamtpunktzahl eines Turniers geteilt durch die Anzahl der teilnehmenden Vereine).
| - 4. Januar (15) Turnier in Bremen, Werder Bremen - 5. Januar (13) Turnier in Schwerin, Werder Bremen - 6. Januar (15) Turnier in Riesa, Energie Cottbus - 8. Januar (5) Turnier in Münster, Eintracht Frankfurt - 4. Januar (21) Turnier in Nürnberg, TSV 1860 München - 5. Januar (22) Turnier in Schwerin, Hansa Rostock - 6. Januar (17) Turnier in Kiel, Arminia Bielefeld - 6. Januar (7) Turnier in Hannover, Eintracht Braunschweig - 7. Januar (21) Turnier in Bielefeld, Werder Bremen - 11. Januar (12) Turnier in Riesa, 1. FC Nürnberg - 3. Januar (11) Turnier in Nürnberg, FC Erzgebirge Aue - 5. Januar (21) Turnier in Oldenburg, Werder Bremen - 6. Januar (20) Turnier in Schwerin, VfB Lübeck - 7. Januar (7) Turnier in Aschaffenburg, SSV Jahn Regensburg - 9. Januar (14) Turnier in Hannover, 1. FC Union Berlin - 10. Januar (12) Turnier in Riesa, 1. FC Nürnberg - 11. Januar (13) Turnier in Hamburg, FC St. Pauli - 17. Dezember (8) Turnier in Frankfurt, TSV 1860 München - 3. Januar (19) Turnier in Oldenburg, Eintracht Frankfurt - 4. Januar (9) Turnier in Bamberg, FC Erzgebirge Aue - 5. Januar (17) Turnier in Schwerin, Arminia Bielefeld - 6. Januar (9) Turnier in Nürnberg, Kickers Offenbach - 8. Januar (11) Turnier in Riesa, Arminia Bielefeld - 2. Januar (15) Turnier in Köln, Eintracht Frankfurt - 3. Januar (12) Turnier in Nürnberg, TSV 1860 München - 3. Januar (5) Turnier in Chemnitz, Energie Cottbus - 4. Januar (15) Turnier in Oldenburg, Eintracht Frankfurt - 5. Januar (10) Turnier in Frankfurt, Sportfreunde Siegen - 6. Januar (9) Turnier in Ingolstadt, FC Ingolstadt 04 - 7. Januar (14) Turnier in Riesa, Hertha BSC - 8. Januar (11) Turnier in Dresden, FK Teplice - 8. Januar (16) Turnier in Hamburg, VfL Wolfsburg - 2. Januar (13) Turnier in Bamberg, FC Winterthur - 2. Januar (7) Turnier in Chemnitz, Energie Cottbus - 3. Januar (16) Turnier in Frankfurt am Main, Eintracht Frankfurt - 4. Januar (19) Turnier in Oldenburg, VfL Osnabrück - 5. Januar (21) Turnier in Nürnberg, VfB Stuttgart - 6. Januar (15) Turnier in Riesa, Energie Cottbus - 6. Januar (16) Turnier in Mannheim, VfB Stuttgart | - 4. Januar (15) Turnier in Frankfurt am Main, SV Wehen Wiesbaden - 5. Januar (14) Turnier in Halle (Westf.), VfL Osnabrück - 5. Januar (11) Turnier in Riesa, MSV Duisburg - 5. Januar (13) Turnier in Mannheim, Karlsruher SC - 6. Januar (6) Turnier in Ingolstadt, FC Ingolstadt 04 - 7. Januar (15) Turnier in Bamberg, SpVgg Greuther Fürth - 9. Januar (5) Turnier in Chemnitz, Chemnitzer FC - 3. Januar (12) Turnier in Riesa, Dukla Prag - 3. Januar (12) Turnier in Halle (Westf.), Eintracht Frankfurt - 4. Januar (22) Turnier in Dortmund, Borussia Mönchengladbach - 4. Januar (13) Turnier in Frankfurt am Main, Kickers Offenbach - 5. Januar (15) Turnier in Köln, 1. FC Köln - 5. Januar (21) Turnier in Mannheim, Eintracht Frankfurt - 7. Januar (12) Turnier in Oldenburg, VfL Wolfsburg - 10. Januar (9) Turnier in Hamburg-Alsterdorf, SpVgg Greuther Fürth - 30. Dezember (17) Turnier in Oldenburg, FC Schalke 04 - 2. Januar (12) Turnier in Riesa, FC Erzgebirge Aue - 2. Januar (16) Turnier in Mannheim, SV Waldhof Mannheim - 3. Januar (11) Turnier in Frankfurt am Main, FC St. Pauli - 2. Januar (17) Turnier in Frankfurt am Main, VfL Bochum - 2. Januar (19) Turnier in Mannheim, SC Freiburg - 5. Januar (15) Turnier in Mannheim, Karlsruher SC - 6. Januar (13) Turnier in Frankfurt am Main, Alemannia Aachen - 9. Januar (6) Turnier in Essen, MSV Duisburg - 16. Dezember (5) Turnier in Riesa, FC Erzgebirge Aue - 16. Dezember (5) Turnier in Riesa, FC Erzgebirge Aue - 4. Januar (15) Turnier in Frankfurt am Main, Kickers Offenbach - 5. Januar (8) Turnier in Mannheim, Karlsruher SC - 6. Januar (9) Turnier in Kassel, KSV Hessen Kassel - 4. Januar (11) Turnier in Mannheim, FSV Frankfurt - 5. Januar (10) Turnier in Frankfurt am Main, SpVgg Greuther Fürth - 8. Januar (7) Turnier in Flensburg, ETSV Weiche Flensburg - 10. Januar (5) Turnier in Bielefeld, FC St. Pauli - 11. Januar (9) Turnier in Kassel, FC St. Pauli - 12. Januar (7) Turnier in Gummersbach, Arminia Bielefeld - 4. Januar (13) Turnier in Mannheim, Eintracht Frankfurt - 6. Januar (5) Turnier in Flensburg, Arminia Bielefeld - 10. Januar (15) Turnier in Frankfurt am Main: FSV Frankfurt | - 5. Januar (8) Turnier in Mannheim, Karlsruher SC - 13. Januar (8) Turnier in Gummersbach, Arminia Bielefeld - 12. Januar (7) Turnier in Gummersbach, 1. FC Nürnberg, Greuther Fürth, Karlsruher SC, Rot-Weiss Essen, Ipswich Town, Team Poldi |

## Sieger weiterer Hallenturniere (seit 1999)
Aufgeführt sind Hallenturniere in Deutschland, welche die oben genannten Kriterien nicht erfüllen, aber dennoch eine gewisse Medienpräsenz erhielten.

### 1999
- 18. Dezember (<5) Turnier in Riesa, FC Sachsen Leipzig

### 2000
- 16. Dezember (<5) Turnier in Riesa, FC Erzgebirge Aue

### 2001
- 15. Dezember (<5) Turnier in Riesa, FC Erzgebirge Aue

### 2002
- 4./5. Januar (<5) Turnier in Hamburg-Alsterdorf, FC St. Pauli
- 6. Januar (<5) Turnier in Hannover, Eintracht Braunschweig

### 2003
- 3. Januar (<5) Turnier in Riesa, SV Babelsberg 03
- 10./11. Januar (<5) Turnier in Hamburg-Alsterdorf, Hamburger SV
- 11. Januar (<5) Turnier in Erfurt, FC Rot-Weiß Erfurt
- 13. Dezember (<5) Turnier in Riesa, Chemnitzer FC

### 2004
- Januar (<5) Turnier in Hamburg-Alsterdorf, Team Kroatien
- 4. Januar (<5) Turnier in Chemnitz, 1. FC Union Berlin
- 18. Dezember (<5) Turnier in Riesa, Chemnitzer FC

### 2005
- Januar (<5) Turnier in Hamburg-Alsterdorf, Team Kroatien
- Januar (<5) Turnier in Leipzig, Chemnitzer FC
- 2. Januar (<5) Turnier in Chemnitz, FC Erzgebirge Aue
- 17. Dezember (<5) Turnier in Riesa, FC Carl Zeiss Jena

### 2006
- Januar (<5) Turnier in Hamburg-Alsterdorf, Team Tschechien
- 16. Dezember (<5) Turnier in Riesa, FC Rot-Weiß Erfurt

### 2007
- Januar (<5) Turnier in Hamburg-Alsterdorf, FC St. Pauli
- 15. Dezember (<5) Turnier in Riesa, 1. FC Magdeburg

### 2008
- Januar (<5) Turnier in Hamburg-Alsterdorf, Team Kroatien
- 3. Januar (<5) Turnier in Chemnitz, FC Erzgebirge Aue
- 21. Dezember (<5) Turnier in Riesa, Dynamo Dresden

### 2009
- Januar (<5) Turnier in Hamburg-Alsterdorf, Team Kroatien
- 20. Dezember (<5) Turnier in Riesa, 1. FC Magdeburg

### 2010
- 30. Dezember (<5) Turnier in Hamburg-Alsterdorf, FC St. Pauli
- 19. Dezember (<5) Turnier in Riesa, Dynamo Dresden

### 2011
- 30. Dezember (<5) Turnier in Hamburg-Alsterdorf, FC St. Pauli
- 3. Januar (<5) Turnier in Chemnitz, Chemnitzer FC
- 16. Dezember (<5) Turnier in Riesa, FC Erzgebirge Aue

### 2012
- 3. Januar (<5) Turnier in Chemnitz, Chemnitzer FC

### 2013
- 11. Januar (<5) Turnier in Essen, Arminia Bielefeld
- 9. Januar (<5) Turnier in Chemnitz, Chemnitzer FC

### 2014
- 4. Januar (<5) Turnier in Chemnitz, Chemnitzer FC
- 21. Dezember (<5) Turnier in Riesa, FC Carl Zeiss Jena

### 2015
- 4. Januar (<5) Turnier in Chemnitz, FC Erzgebirge Aue
- 11. Januar (<5) Turnier in Gummersbach, Fortuna Köln
- 20. Dezember (<5) Turnier in Riesa, FSV Zwickau

### 2016
- 4. Januar (<5) Turnier in Chemnitz, FC Erzgebirge Aue
- 7. Januar (<5) Turnier in Neu-Ulm, SpVgg Greuther Fürth
- 10. Januar (<5) Turnier in Gummersbach, FSV Frankfurt
- 10. Januar (<5) Turnier in Flensburg, Arminia Bielefeld
- 19. Dezember (<5) Turnier in Riesa, FC Carl Zeiss Jena

### 2017
- 5. Januar (<5) Turnier in Neu-Ulm, SG Sonnenhof Großaspach
- 8. Januar (<5) Turnier in Gummersbach, MSV Duisburg

### 2018
- 7. Januar (<5) Turnier in Gummersbach, SV Meppen